# سنی‌ستیزی
سنی‌ستیزی به ستیزه‌جویی با اهل تسنن و مذهب آنان گفته می‌شود. معمولاً سنی‌ ستیزی و شیعه‌ستیزی دو مقوله توأمان هستند.

## جنگ‌های داخلی افغانستان
در پی جنگ‌های بین گروه‌های مجاهدین پس از فروپاشی حکومت نجیب‌الله گزارش‌های زیادی مبنی بر سنی‌ستیزی و شیعه‌ستیزی وجود دارد. بسیاری از اهالی کابل ادعا می‌کنند که در آن زمان فیلم‌هایی را دیده‌اند که حاوی تصاویری از سربریدن سنی‌ها (اغلب از قوم پشتون) و مرده رقصانی توسط افرادی که به گفته آنان مرتبط با عبدالعلی مزاری بودند، است. اما تاکنون هیچ منبع بی‌طرفی وقوع این حوادث را تأیید نکرده است.

## سنی‌هراسی در ایران
به گفتهٔ بسیاری از تاریخ‌دانان منشأ اصلی سنی‌هراسی در ایران به زمان دودمان صفوی بازمی‌گردد. در زمان این حکومت مأموران شاه مردمِ با مذهبِ اهل‌سنت را می‌کشتند.
نمونه‌هایی مانند ترویج جشن عمرکشان، ساخت آرامگاه برای ابولولوی نهاوندی، کشتار دسته‌جمعی اهل‌سنت و نمونه‌هایی از این قبیل سنی‌هراسی در زمان صفوی را نشان می‌دهند. یاسین قاسمی بجد نویسنده و فعال اهل سنت در مصاحبه با روزنامه آسیا گفت: وزارت فرهنگ و ارشاد اسلامی بر اساس چه قانونی میگوید باید روی جلد کتاب‌های مذهبی خودمان عبارت (بر اساس منابع اهل سنت - ویژه اهل سنت) درج کنیم؟ اخیرا به بنده اعلام کردند این عبارت باید بزرگ و واضح درج شود، گویا از مطالعه کتاب‌های ما توسط دیگران هراس دارند.

## بعد از انقلاب ۱۳۵۷
مردم محلهٔ جوادیه بجنورد که ترکمن هستند و نیاز به مسجدی برای برگزاری نماز داشتند، زمینی را خریداری و هیأتی را برای پیگیری مجوز ساخت تعیین کردند. هیئت مذکور از سال ۱۳۸۲ تلاش کرد تا مجوز ساخت مسجدی برای اهل سنت منطقه بگیرد، و برای اینکار سفرهایی به تهران و مشهد داشتند. آنها پس از ناکامی‌های زیاد توانستند بالاخره در سال ۱۳۸۴ اجازه ساخت مسجد را از مشهد بگیرند و در همان سال اقدام به ساختن مسجد کردند. پس از ۱۳ ماه که بخش‌های زیادی از مسجد را ساختند دولت آن را تخریب کرد.